# Otkrytiye Arena
Sân thể thao Otkritie (tiếng Nga: «Открытие Арена», IPA: [ɐtˈkrɨtʲɪjə ɐˈrʲenə]) là một sân vận động đa năng ở Moskva, Nga. Đây là địa điểm được chủ yếu sử dụng cho các trận đấu bóng đá và là sân nhà của câu lạc bộ Spartak Moscow, thỉnh thoảng nó cũng được lấy làm nơi diễn ra các trận đấu của đội tuyển quốc gia Nga. Sân sẽ có tên là Sân vận động Spartak trong suốt thời gian diễn ra Cúp Liên đoàn các châu lục 2017 và giải vô địch bóng đá thế giới 2018. Sân vận động được thiết kế có sức chứa khoảng 45.360 người.

## Lịch sử

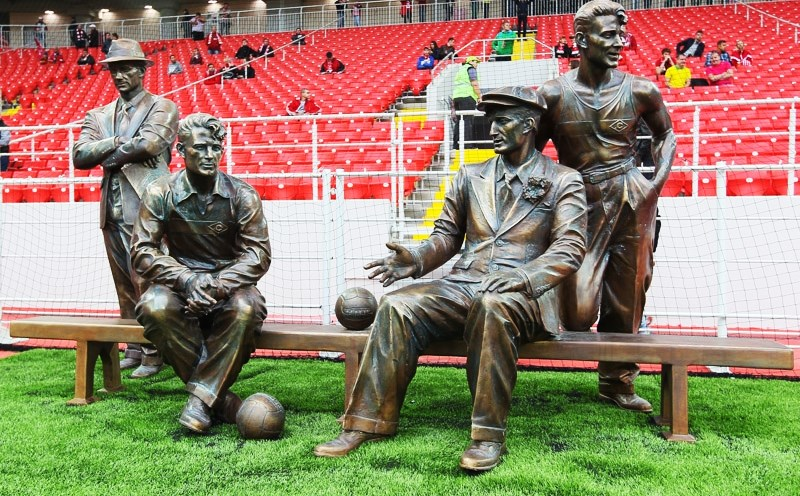
Tượng đài kỷ niệm hai anh em Starostin

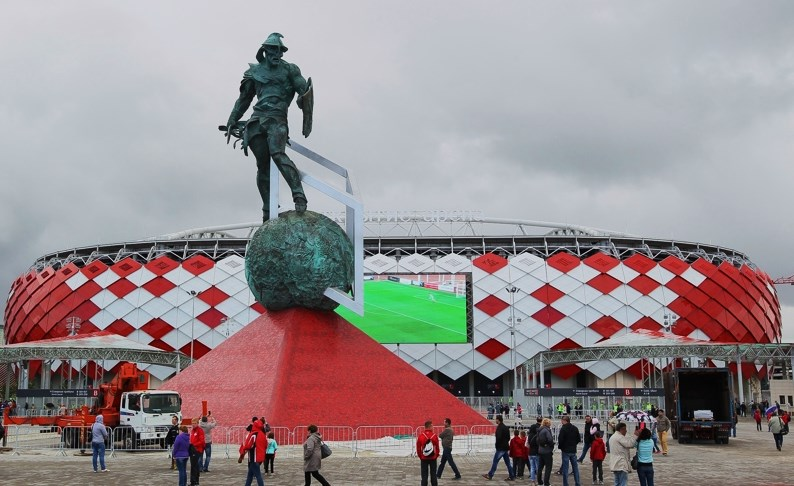
Quảng trường gần sân vận động Otkrytiye

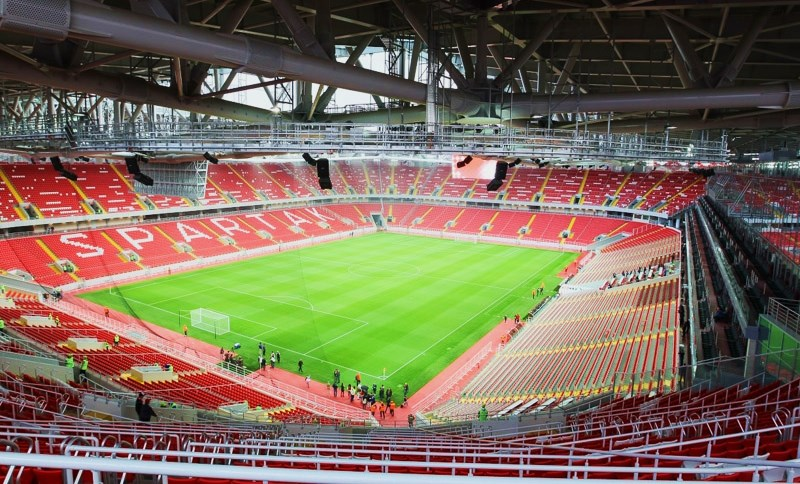
Bên trong sân vận động Otkrytiye

Sân vận động được khởi công xây dựng vào ngày 2 tháng 7 năm 2007 nhưng đã bị trì hoãn nhiều lần vì những lý do khác nhau.Công đoạn xây dựng dự tính sẽ được hoàn thành vào khoảng giữa năm 2009 và 2010 nhưng thực tế cho đến năm 2009 thì sân vận động vẫn còn đang trong giai đoạn thiết kế. Năm 2010, dự án đã buộc phải chỉnh sửa bởi hội đồng kiến trúc cho rằng bản thiết kế của sân không có gì đặc sắc.Kiến trúc hiện tại của sân được phát triển bởi AECOM cùng với Sport Concepts và công ty thiết kế ngoại thất Dexter Moren Associates với phong cách gần giống một nhà thi đấu. Sân vận động chủ yếu được đầu tư về mặt tài chính bởi chủ tịch câu lạc bộ Leonid Fedun thông qua các công ty liên kết LUKoil company và IFD Kapital. hệ thống Tàu điện ngầm Moskva có từ năm 1975 với cái tên là trạm Spartak khi được xây dựng cho sân vận động đã được mở vào năm 2015 nhằm phục vụ nhu cầu đến sân của các cổ động viên.Vào ngày 19 tháng 2 năm 2013 sân vận động được mang tên Đấu trường Otkrytiye trong thời hạn 6 năm theo điều khoản ký kết hợp đồng với Otkrytiye (bank).
Vào ngày 21 tháng 8 năm 2014, đài tưởng niệm anh em nhà Starostin, những người sáng lập câu lạc bộ F.K. Spartak Moskva đã được khánh thành ở gần khán đài phía bắc bên trong sân vận động. Bức tượng cao 24.5 mét của Võ sĩ giác đấu La Mã cổ đại Spartacus, cái tên được câu lạc bộ đặt theo, cũng được khánh thành tại quảng trường bên ngoài sân vận động.
Sân vận động được chính thức mở cửa vào tháng 5 năm 2014. Spartak có trận đầu tiên trên sân nhà mới của mình với trận hòa 1-1 trước Sao Đỏ Belgrade và Dmitry Kombarov đã trở thành người đầu tiên ghi bàn thắng cho Spartak tại Đấu trường Otkrytiye sau 1 pha sút phạt hàng rào thành bàn.
Sân vận động được xây dựng trên địa điểm của sân bay Tushino. Sân vận động này nằm trong dự án Russian 2018 FIFA World Cup bid nhằm phục vụ cho giải vô địch bóng đá thế giới 2018 tổ chức trận khai mạc cùng với sân vận động Luzhniki dự kiến sẽ tổ chức trận chung kết. Đấu trường Otkrytiye đã được hoàn thành trước sân vận động VTB Arena ban đầu được dự kiến sẽ tổ chức trận mở màn. Đây cũng là 1 trong 4 sân vận động tổ chức Cúp Liên đoàn các châu lục 2017. Các nghệ sĩ như Incubus (band), Triggerfinger (Park live Festival) đều từng trình diễn tại đây.

## Cúp Liên đoàn các châu lục 2017
| Ngày                | Thời gian | Đội #1     | Kết quả      | Đội #2     | Vòng          | Khán giả |
| ------------------- | --------- | ---------- | ------------ | ---------- | ------------- | -------- |
| 18 tháng 6 năm 2017 | 21:00     | Cameroon   | 0–2          | Chile      | Bảng B        | 33.492   |
| 21 tháng 6 năm 2017 | 18:00     | Nga        | 0–1          | Bồ Đào Nha | Bảng A        | 42.759   |
| 25 tháng 6 năm 2017 | 18:00     | Chile      | 1–1          | Úc         | Bảng B        | 33.639   |
| 2 tháng 7 năm 2017  | 15:00     | Bồ Đào Nha | 2–1 (s.h.p.) | México     | Tranh hạng ba | 42.659   |

## Giải vô địch bóng đá thế giới 2018
| Ngày                | Thời gian | Đội #1    | Kết quả        | Đội #2  | Vòng        | Khán giả |
| ------------------- | --------- | --------- | -------------- | ------- | ----------- | -------- |
| 16 tháng 6 năm 2018 | 16:00     | Argentina | 1–1            | Iceland | Bảng D      | 44,190   |
| 19 tháng 6 năm 2018 | 18:00     | Ba Lan    | 1–2            | Sénégal | Bảng H      | 44,190   |
| 23 tháng 6 năm 2018 | 15:00     | Bỉ        | 5–2            | Tunisia | Bảng G      | 44,190   |
| 27 tháng 6 năm 2018 | 21:00     | Serbia    | 0–2            | Brasil  | Bảng E      | 44,190   |
| 3 tháng 7 năm 2018  | 21:00     | Colombia  | 1–1 (pen: 3–4) | Anh     | Vòng 16 đội | 44,190   |